# Юдычвумчорр
Юдычвумчорр (кильд. саам.  дословно «гора гудящей долины»; по сути, искаженное от Йидычвумчорр — «горы гольцовой долины») — гора с обрывистыми стенами и плоской вершиной, расположенная на Кольском полуострове в юго-западном блоке Хибин. Высота 1200,6 метров — самая высокая гора Хибин. С юга и юго-востока Юдычвумчорр ограничивает глубокая долина реки Малая Белая, а с запада — долина ручья Ферсмана. Является высшей точкой европейского Заполярья России.

## Топографические карты
- Лист карты Q-36-III,IV Апатиты. Масштаб: 1 : 200 000. Указать дату выпуска/состояния местности.